# Zastupitelstvo Plzeňského kraje
Zastupitelstvo Plzeňského kraje je zastupitelstvem kraje, ve kterém dle zákona o krajích zasedá 55 zastupitelů (po krajských volbách v roce 2024 se počet zastupitelů zvýší na 55, jelikož má Plzeňský kraj více než 600 000 obyvatel). Volební období zastupitelstva je čtyřleté. Sídlí stejně jako Krajský úřad Plzeňského kraje na Škroupově 18 v Plzni.
V čele zastupitelstva je Rada Plzeňského kraje, kterou řídí hejtman.

## Výsledky voleb v roce 2020
V zastupitelstvu je celkem 7 subjektů. Radu kraje tvoří ODS+TOP 09 se STAN, Zelenými, PRO PLZEŇ a Piráty. Ilona Mauritzová z ODS získala post hejtmanky.
| Strany a koalice | Strany a koalice                                                                 | Výsledek (procenta/PM)   | Trend | Volební lídr                   |
| ---------------- | -------------------------------------------------------------------------------- | ------------------------ | ----- | ------------------------------ |
|                  | ANO 2011                                                                         | 22,50 % / 12 zastupitelů | ▲+1   | Roman Zarzycký (ANO 2011)      |
|                  | Občanská demokratická strana s podporou TOP 09 a nezávislých starostů            | 21,23 % / 11 zastupitelů | ▲+3   | Ilona Mauritzová (ODS)         |
|                  | STAROSTOVÉ (STAN) s JOSEFEM BERNARDEM a podporou Zelených, PRO PLZEŇ a Idealistů | 14,90 % / 7 zastupitelů  | ▲+3   | Josef Bernard (nestr. za STAN) |
|                  | Česká pirátská strana                                                            | 13,56 % / 7 zastupitelů  | ▲+7   | Rudolf Špoták (Piráti)         |
|                  | Svoboda a přímá demokracie                                                       | 6,18 % / 3 zastupitelé   | ▲+1   | Marie Pošarová (SPD)           |
|                  | Česká strana sociálně demokratická                                               | 5,85 % / 3 zastupitelé   | ▼-6   | Ivo Grüner (ČSSD)              |
|                  | Komunistická strana Čech a Moravy                                                | 5,48 % / 2 zastupitelé   | ▼-4   | Jiří Valenta (KSČM)            |

## Výsledky voleb v roce 2016
V zastupitelstvu bylo celkem 8 subjektů. Radu kraje vytvořila ČSSD, ODS a Koalice pro Plzeňský kraj (KDU-ČSL, SZ a hnutí Nestraníci) společně se Starosty s Patrioty. Hejtmanem se stal Josef Bernard z ČSSD.
| Strany a koalice | Strany a koalice                                          | Výsledek (procenta/PM)   | Trend | Volební lídr                   |
| ---------------- | --------------------------------------------------------- | ------------------------ | ----- | ------------------------------ |
|                  | ANO 2011                                                  | 21,52 % / 11 zastupitelů | ▲+11  | Miloslav Zeman (nestr. za ANO) |
|                  | Česká strana sociálně demokratická                        | 17,35 % / 9 zastupitelů  | ▼-6   | Josef Bernard (ČSSD)           |
|                  | Občanská demokratická strana                              | 14,63 % / 8 zastupitelů  | ▼-7   | Martin Baxa (ODS)              |
|                  | Komunistická strana Čech a Moravy                         | 11,58 % / 6 zastupitelů  | ▼-6   | Karel Šidlo (KSČM)             |
|                  | Starostové a Patrioti s podporou Svobodných a Soukromníků | 8,15 % / 4 zastupitelé   | ▲+4   | Pavel Čížek (STAN)             |
|                  | TOP 09                                                    | 7,09 % / 3 zastupitelé   | ▲+3   | Richard Pikner (TOP 09)        |
|                  | Koalice SPD a SPO                                         | 5,33 % / 2 zastupitelé   | ▲+2   | Jana Levová (SPD)              |
|                  | Koalice pro Plzeňský kraj (KDU-ČSL, SZ a NK)              | 5,11 % / 2 zastupitelé   | ▲+2   | Ivana Bartošová (KDU-ČSL)      |

## Výsledky voleb v roce 2012
V zastupitelstvu byly celkem 4 subjekty. Radu kraje složila koalice ČSSD a KSČM. Hejtmanem se stal Milan Chovanec z ČSSD.
| Strany a koalice | Strany a koalice                   | Výsledek (procenta/PM)  | Trend | Volební lídr          |
| ---------------- | ---------------------------------- | ----------------------- | ----- | --------------------- |
|                  | Občanská demokratická strana       | 26,48% / 15 zastupitelů | ▲+1   | Jiří Pospíšil (ODS)   |
|                  | Česká strana sociálně demokratická | 24,89% / 15 zastupitelů | ▼-4   | Milan Chovanec (ČSSD) |
|                  | Komunistická strana Čech a Moravy  | 20,93% / 12 zastupitelů | ▲+3   | Karel Šidlo (KSČM)    |
|                  | TOP 09 s podporou STAN             | 5,50% / 3 zastupitelé   | ▲+3   | Pavel Čížek (STAN)    |

## Výsledky voleb v roce 2008
V zastupitelstvu byly celkem 4 subjekty. ČSSD zasedla do rady kraje a opírala se o podporu KSČM. Hejtmankou se stala Milada Emmerová z ČSSD.
| Strany a koalice | Strany a koalice                             | Výsledek (procenta/PM)  | Trend | Volební lídr             |
| ---------------- | -------------------------------------------- | ----------------------- | ----- | ------------------------ |
|                  | Česká strana sociálně demokratická           | 36,37% / 19 zastupitelů | ▲+11  | Milada Emmerová (ČSSD)   |
|                  | Občanská demokratická strana                 | 26,76% / 14 zastupitelů | ▼-8   | Pavel Rödl (ODS)         |
|                  | Komunistická strana Čech a Moravy            | 17,53% / 9 zastupitelů  | ▼-1   | Karel Šidlo (KSČM)       |
|                  | Koalice pro Plzeňský kraj (KDU-ČSL, SZ a NK) | 7,21% / 3 zastupitelé   | ▬ 0   | Václav Červený (KDU-ČSL) |

## Výsledky voleb v roce 2004
V zastupitelstvu bylo celkem 5 subjektů. Po volbách pokračovala spolupráce ODS a KDU-ČSL v radě kraje. Hejtmanem zůstal Petr Zimmermann z ODS.
| Strany a koalice | Strany a koalice                                              | Výsledek (procenta/PM)  | Trend | Volební lídr              |
| ---------------- | ------------------------------------------------------------- | ----------------------- | ----- | ------------------------- |
|                  | Občanská demokratická strana                                  | 41,29% / 22 zastupitelů | ▲+11  | Petr Zimmermann (ODS)     |
|                  | Komunistická strana Čech a Moravy                             | 19,90% / 10 zastupitelů | ▼-1   | Jana Bystřická (KSČM)     |
|                  | Česká strana sociálně demokratická                            | 14,92% / 8 zastupitelů  | ▬ 0   | Václav Šlajs (ČSSD)       |
|                  | Křesťanská a demokratická unie – Československá strana lidová | 7,23% / 3 zastupitelé   | ▼-5   | Václav Červený (KDU-ČSL)  |
|                  | SNK Sdružení nezávislých                                      | 5,19% / 2 zastupitelé   | ▼-3   | Stanislav Rampas (Nestr.) |

## Výsledky voleb v roce 2000
V zastupitelstvu bylo celkem 5 subjektů. Radu kraje obsadila koalice vítězné ODS, Čtyřkoalice a Nezávislých. Hejtmanem se stal Petr Zimmermann z ODS.
| Strany a koalice | Strany a koalice                    | Výsledek (procenta/PM)  | Trend | Volební lídr              |
| ---------------- | ----------------------------------- | ----------------------- | ----- | ------------------------- |
|                  | Občanská demokratická strana        | 24,17% / 13 zastupitelů | ▲+13  | Petr Zimmermann (ODS)     |
|                  | Komunistická strana Čech a Moravy   | 21,02% / 11 zastupitelů | ▲+11  | Helena Suchá (KSČM)       |
|                  | Čtyřkoalice (KDU-ČSL, US, DEU, ODA) | 16,69% / 8 zastupitelů  | ▲+8   | Václav Červený (KDU-ČSL)  |
|                  | Česká strana sociálně demokratická  | 14,94% / 8 zastupitelů  | ▲+8   | Václav Šlajs (ČSSD)       |
|                  | Sdružení nezávislých kandidátů      | 10,49% / 5 zastupitelů  | ▲+5   | Stanislav Rampas (Nestr.) |